# AGM-62 Walleye
Bei der von Martin Marietta im Jahr 1962 entwickelten AGM-62 Walleye handelt es sich um eine Familie von elektro-optisch geführten Gleitbomben. Das ursprüngliche Konzept wurde schon im Jahr 1960 am Naval Air Warfare Center in China Lake entwickelt.
Sie wird als Luft-Boden-Rakete bzw. AGM bezeichnet, obwohl sie eigentlich die Bezeichnung GBU (Guided Bomb Unit) führen müsste, da sie eine antriebslose Gleitbombe ist. Die AGM-62 war als Ersatz für die AGM-12 Bullpup gedacht. Die Reichweite der AGM-62 hängt aufgrund ihrer Konzeption stark von der Flughöhe und der Geschwindigkeit des Trägersystems ab.

## Geschichte
Die AGM-62 Walleye wurde von der United States Navy ab 1962 erprobt. Ab Januar 1967 wurde die AGM-62 erstmals von A-4E der VA-212 „Rampant Raiders“ im Vietnamkrieg eingesetzt.
Dort und auch in späteren Einsätzen wurde sie vor allem gegen statische Ziele, wie Gebäude und Brücken eingesetzt. Sie erwies sich als sehr effektiv, so trafen 1967 von den 68 abgeworfenen Walleyes 65 ihr Ziel. Aber die Walleye war nicht ohne Fehler, dies machte sich beim Anvisieren von Zielen bemerkbar. Denn der elektro-optische Sensor brauchte sehr kontrastreiche Ziele, um auf sie aufschalten zu können. War dies nicht der Fall, und ein Ziel lag im Schatten oder es dämmerte gerade, konnte es gar nicht oder nur sehr schwer erfasst werden. Dieses Problem wurde nicht behoben, obwohl ein neuer Suchkopf eingebaut wurde.
Während der Operation Desert Storm wurden insgesamt 131 AGM-62 abgeworfen. Diese wurden von A-7E Corsair und McDonnell Douglas F/A-18 eingesetzt. Es war auch der letzte Einsatz der AGM-62. Sie wurde aber anschließend mit den A-7E im Jahr 1991 (anderen Quellen zufolge erst 1995) ausgemustert und endgültig durch die AGM-65 Maverick ersetzt. Bis dahin wurden ca. 5000 AGM-62 Walleye I und II in ca. 39 Variationen, die sich nur in Details unterschieden, gebaut. Obwohl bereits wesentlich bessere Luft-Boden-Raketen zur Verfügung stehen, befinden sich noch immer AGM-62 in den Depots der US-Streitkräfte als Kriegsreserve.

## Walleye
Die Walleye wurde als „Fire and Forget“-Waffe konzipiert, um so die Schwächen der AGM-12 Bullpup zu umgehen, bei der der Pilot die Rakete noch manuell ins Ziel steuern musste. Das Heck wurde mit vier Deltaflügeln und einem Generator versehen. Der Generator wurde durch eine Ram-Air-Turbine angetrieben, deren äußeres Ende ein kleiner Propeller ist. Er versorgte so die AGM-62 mit elektrischem Strom.

### Walleye ER & ER/DL
Die Walleye ER (ER für Extended Range,  deutsch: Erweiterte Reichweite), besteht aus denselben Komponenten wie die Walleye. Bei ihr wurden die Flügel der Walleye vergrößert um ihr so eine längere Flugzeit zu ermöglichen.
Die Walleye ER/DL ist wie der ER-Variante nur wurde sie um einen Data Link (deutsch: Datenverbindung) erweitert. Diese wurde entworfen, um in Verbindung mit der AN/AWW-9-Datengondel verwendet zu werden. Dies ermöglicht den Austausch von Zielinformation für eventuelle Korrekturen, zwischen der Waffe und der Datengondel vor und nach dem Abwurf der Waffe.

### Walleye II „Fat Albert“

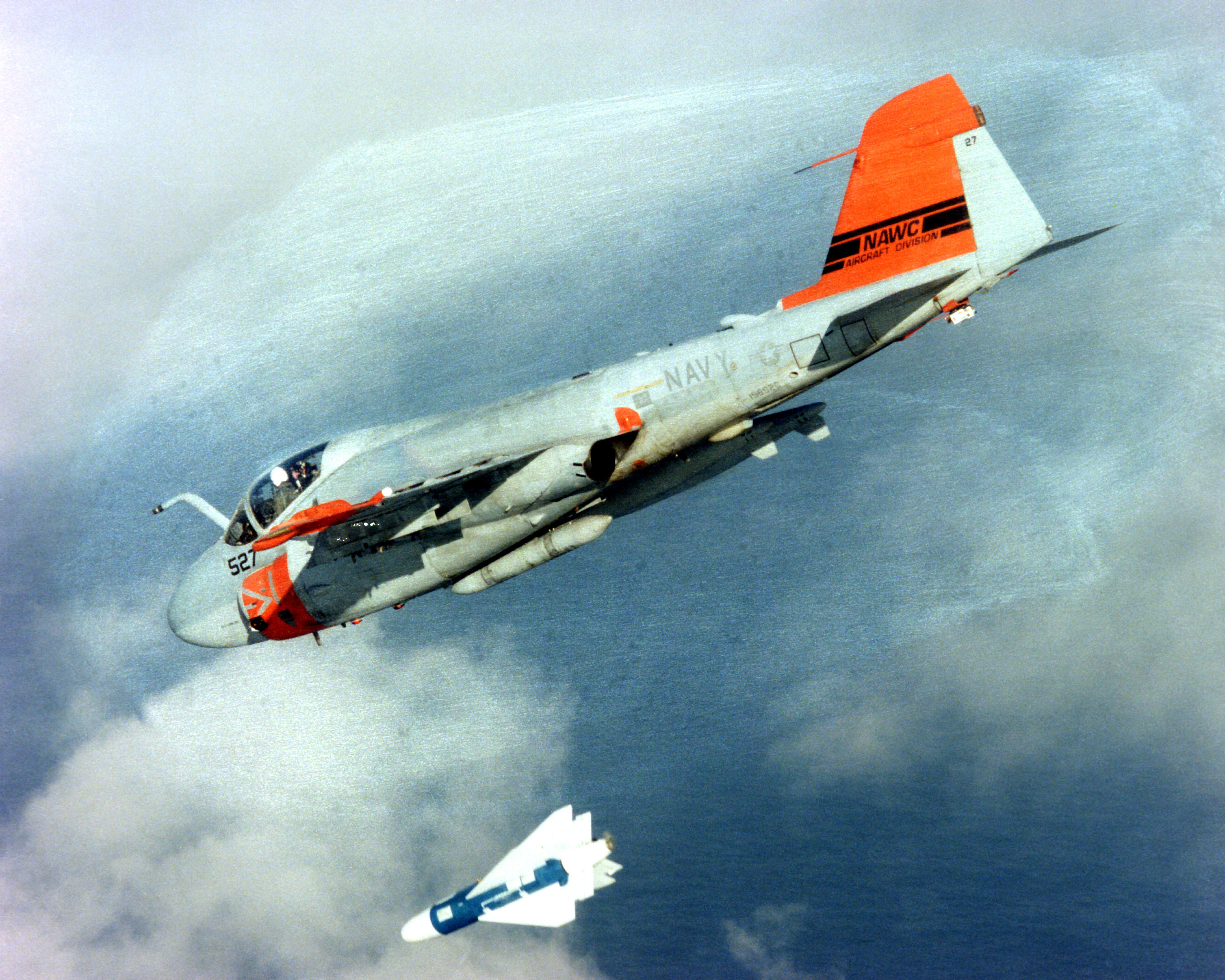
Eine A-6 Intruder wirft eine Walleye II ERDL ab

Die im  Jahr 1968 entwickelte Walleye II ist nicht nur in der Länge und im Durchmesser größer, es wurden auch die größeren Flügel, die sie zum Gleitflug benötigt, angepasst. Sie wurde von Hughes Aircraft als Subunternehmer von Martin Marietta ab 1973 gebaut. Ein Jahr später (1974) wurde sie bei den Marinefliegern der US Navy in Dienst gestellt.
Wie die Walleye wurde die Walleye II auch sehr bald mit dem ER- und dem ER/DL-Bausatz ausgerüstet um so die Leistungsfähigkeit zu verbessern.
Die Walleye II konnte auch mit einem W72-Nuklearsprengkopf, der eine Sprengkraft von ca. 600 Tonnen TNT hat, ausgerüstet werden. Diese Variante gab es nur einige Jahre und wurde schon im Jahr 1979 wieder ausgemustert.

### Walleye II ER/DL DPSK
Die Walleye II ER/DL DPSK (Digital Phase-Shift Keying, deutsch: Digitale Phasenmodulation) ist die finale Version der AGM-62. Diese Modifikation soll die Datenverbindung zwischen AGM-62 und dem AN/AWW-9 weniger anfällig gegenüber Störversuche machen.
Es wurden nicht nur Walleye II, sondern auch die Walleye-I-Varianten umgerüstet.

## Trägersysteme
- Grumman A-6 Intruder
- Vought A-7
- McDonnell Douglas -18 Hornet
- Douglas A-4 Skyhawk

## Nutzer
- Iran: Mit F-4D/E
- Israel: Mit A-4E/H und F-4E
- Vereinigte Staaten: Mit A-4E, A-6E, A-7E, F-4D/E, F-18A/B/C/D

## Ähnliche Modelle
- GBU-8
- GBU-15
- UPAB-1500B